# Coppa d’Oro delle Dolomiti

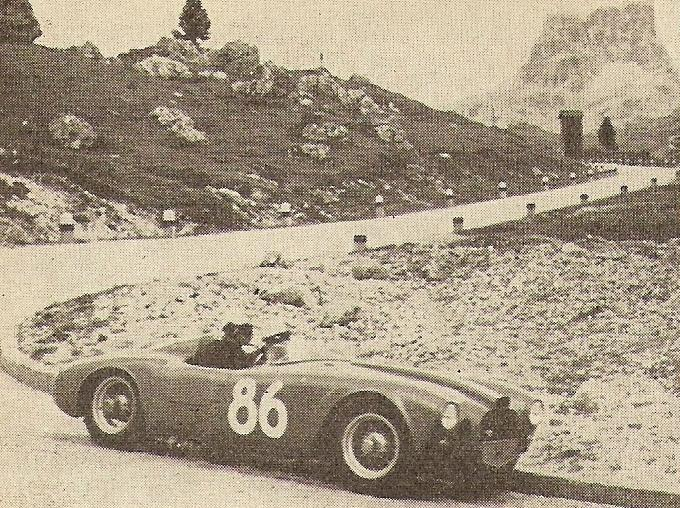
Der Lancia D23 von Piero Taruffi während der Coppa d’Oro delle Dolomiti 1953

Die Coppa d’Oro delle Dolomiti (Goldpokal der Dolomiten) war ein Automobilrennen auf öffentlichen Straßen, das in Italien von 1947 bis 1956 ausgetragen wurde. Es wurde immer dieselbe Strecke von 303,800 km an einem einzigen Tag mit Start und Ziel in Cortina d’Ampezzo gefahren. Das Rennen wurde vom Automobil Club in Belluno initiiert, der noch heute Inhaber ist; seit 1972 ist das als Reenactment bezeichnete Oldtimer-Gleichmäßigkeitsrennen im internationalen Kalender der FIA als „Großer CSAI-Event“ verzeichnet.

## Der Name
Die offizielle Bezeichnung des Rennens hat sich in den Jahren verändert. 1947 hieß es Coppa delle Dolomiti, für die drei Ausgaben 1948–1950 Coppa Internazionale delle Dolomiti und von 1951 bis 1956 endgültig Coppa d’Oro delle Dolomiti.

## Der Preis und seine Überreichung
Der Siegespreis ist eine künstlerische Reproduktion des Meilensteins der Strada Statale 48 delle Dolomiti aus Cortina d’Ampezzo, eingefügt in einen Felsblock der Dolomiten, der eine Gipfelgruppe des Gebirges nachempfindet. Der Preis wurde jedem Piloten dauerhaft überreicht, der drei Jahre hintereinander in der Summe die besten Zeiten gefahren ist. Im Dreijahreszeitraum 1950–1952 war das Salvatore Ammendola, im darauf folgenden 1953–1955, Giulio Cabianca.

## Die Teilnehmerkategorien
Die Fahrzeuge der historischen Rennen wurden in Kategorien strukturiert, die jeweils in Hubraumklassen des Motors (cm³) unterteilt wurden.
- 1947 – internationale Tourenwagen und internationale Sportwagen
- 1948 – internationale Tourenwagen und internationale Sportwagen
- 1949 – internationale Tourenwagen und internationale Sportwagen
- 1950 – nationale Tourenwagen, internationale Gran Turismo und internationale Sportwagen
- 1951 – internationale Gran Turismo und internationale Sportwagen
- 1952 – internationale Gran Turismo und internationale Sportwagen
- 1953 – Tourenwagen, Gran Turismo und internationale Sportwagen
- 1954 – Tourenwagen Sonderserien, Gran Turismo und internationale Sportwagen
- 1955 – Tourenwagen, Gran Turismo und internationale Sportwagen
- 1956 – internationale Gran Turismo und internationale Sportwagen

## Strecke

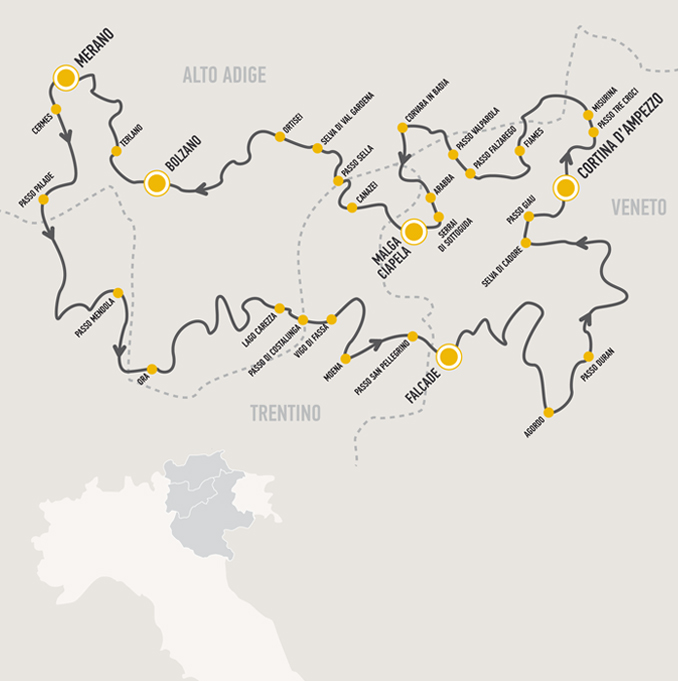
Rennstrecke des Reenactments 2013 des Goldpokals der Dolomiten

Die wichtigsten Orte auf der 303,800 km langen Strecke (Höhe in m ü. NN) sind: Cortina d’Ampezzo (1210) – Pocol (1530) – Passo di Falzarego (2105) – Andraz (1392) – Pieve di Livinallongo (1465) – Arabba (1591) – Pordoijoch (2239) – Canazei (1467) – Vigo di Fassa (1342) – Moena (1184) – Predazzo (1114) – Passo Rolle (1970) – San Martino di Castrozza (1467) – Fiera di Primiero (713) – Fonzaso (329) – Feltre (325) – Belluno (389) – Longarone (472) – Pieve di Cadore (878) – Auronzo (864) – Misurina (1756) – Carbonin (1437) – Passo Cimabanche (1529) – Cortina d’Ampezzo (1210)
Der Höhenunterschied der Gesamtstrecke beträgt 4129 m, die Steigungskilometer 156.

## Liste der Sieger
1. 1947 – 20. Juli / I Coppa delle Dolomiti
  1. Salvatore Ammendola - Alfa Romeo 6C 2500SS - 3 h 58’18” bei durchschnittlich 76,492 km/h
  2. Piero Dusio - Cisitalia 202MM - 4 h 01’45”
  3. Alberto Gidoni - Fiat Gidoni 1100 S - 4 h 03’06”
2. 1948 – 11. Juli / II Coppa Internazionale delle Dolomiti
  1. Giovanni Bracco - Maserati A6GCS - 3 h 40’47” bei durchschnittlich 82,560 km/h
  2. Luigi Villoresi - Maserati A6GCS - 3 h 44’32”
  3. Soave Besana - Ferrari 166 Inter - 3 h 45’57”
3. 1949 – 17. Juli / III Coppa Internazionale delle Dolomiti
  1. Roberto Vallone - Ferrari 166 Inter - 3 h 45’02” bei durchschnittlich 81,001 km/h
  2. Franco Cornacchia - Ferrari 166MM - 3 h 48’19”
  3. Franco Rol - Alfa Romeo 6C 2500 Competizione - 3 h 48’20”
4. 1950 – 16. Juli / IV Coppa Internazionale delle Dolomiti
  1. Gianni Marzotto - Ferrari 195S - 3 h 34’31” bei durchschnittlich 84,972 km/h
  2. Giovanni Bracco - Maserati A6GCS - 3 h 34’45”
  3. Franco Cornacchia - Ferrari 195 S - 3 h 41’39”
5. 1951 – 15. Juli / V Coppa d’Oro delle Dolomiti
  1. Enrico Anselmi - Lancia Aurelia B20 - 3 h 45’07” bei durchschnittlich 80,971 km/h
  2. Umberto Castiglioni - Lancia Aurelia B20 - 3 h 47’30”
  3. Giulio Cabianca - Osca MT4 1100 - 3 h 47’37”
6. 1952 – 13. Juli / VI Coppa d’Oro delle Dolomiti
  1. Paolo Marzotto - Ferrari 225S - 3 h 22’25” bei durchschnittlich 84,528 km/h
  2. Gianni Marzotto - Ferrari 340 America - 3 h 25’57”
  3. Giulio Cabianca - Osca MT4 1100 - 3 h 33’49”
7. 1953 – 12. Juli / VII Coppa d’Oro delle Dolomiti
  1. Paolo Marzotto - Ferrari 250MM - 3 h 18’19” bei durchschnittlich 91,913 km/h
  2. Piero Taruffi - Lancia D20 - 3 h 19’52”
  3. Umberto Maglioli - Ferrari 735S - 3 h 20’02”
8. 1954 – 11. Juli / VIII Coppa d’Oro delle Dolomiti
  1. Sergio Mantovani - Maserati A6GCS - 3 h 19’36” bei durchschnittlich 91,319 km/h
  2. Giulio Cabianca - Osca Mt 4 1500 - 3 h 20’23”
  3. Gerino Gerini - Ferrari 250 Monza - 3 h 20’30”
9. 1955 – 10. Juli / IX Coppa d’Oro delle Dolomiti
  1. Olivier Gendebien - Mercedes-Benz 300 SL - 3 h 23’01” bei durchschnittlich 89,779 km/h
  2. Eugenio Castellotti - Ferrari 500 Mondial - 3 h 23’22”
  3. Giulio Cabianca - Osca MT4 1500 - 3 h 27’02”
10. 1956 – 8. Juli / X Coppa d’Oro delle Dolomiti
  1. Giulio Cabianca - Osca MT4 1500 - 3 h 01’31” bei durchschnittlich 100,417 km/h
  2. Olivier Gendebien - Ferrari 290 MM - 3 h 05’18”
  3. Umberto Maglioli - Osca MT4 1500 - 3 h 09’47”